# Saint-Louis-du-Ha! Ha!
Saint-Louis-du-Ha! Ha! ( pronunție franceză: [sɛ.lwi.dy.aa] ) este un oraș în municipiul regional Témiscouata din regiunea Bas-Saint-Laurent⁠(d) din Quebec . Populația sa este de 1.311 (în 2021).  Economia sa este în principal agricolă . Este situat la sud-est de Rivière-du-Loup și la vest de Cabano de-a lungul autostrăzii Trans-Canada (Route 185), la jumătatea distanței de Edmundston⁠(d) în New Brunswick .

## Istorie
Parohia a început în 1860 ca amplasament al unei misiuni romano-catolice; a primit numele curent în 1874. 
În septembrie 2017, municipalitatea a primit un record mondial Guinness pentru „Cele mai multe semne de exclamare dintr-un nume de oraș”. 

## Etimologie

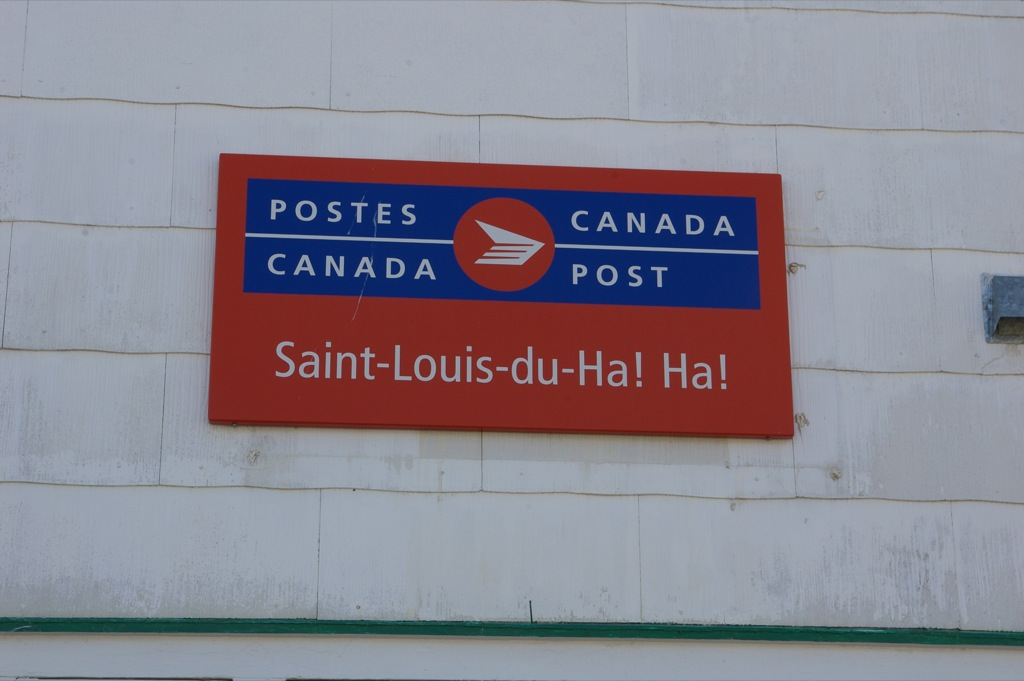
Semnul unui oficiu poștal în Saint-Louis-du-Ha! Ha!

Comisia de toponimie din Québec afirmă că numele parohiei se referă la lacul Témiscouata din apropiere, sensul de haha aici fiind un cuvânt francez arhaic pentru fundătură.   Louis se poate referi la Louis Marquis, unul dintre primii coloniști ai regiunii, sau Louis-Antoine Proulx, vicar din Rivière-du-Loup, sau poate la starețul Louis-Nicolas Bernier. Saint-Louis-du-Ha! Ha! este singurul oraș din lume cu două semne de exclamare în numele său și împărtășește distincția de a avea un semn de exclamare în numele său cu Westward Ho!, un sat din Devon, în sud-vestul Angliei. 

## Locuri cu nume similare din Quebec
- Baie des Ha! Ha!: Un golf pe râul Saguenay în regiunea Saguenay–Lac-Saint-Jean . [4]
- Baie des Ha! Ha!⁠(d): Un golf pe râul Saint Lawrence în regiunea Côte-Nord . [5]
- Rivière Ha! Ha!⁠(d): Un râu în Saguenay–Lac-Saint-Jean. [6]